# Aspiromitus havaiensis
Aspiromitus havaiensis là một loài rêu trong họ Anthocerotaceae. Loài này được Reichardt Stephani mô tả khoa học đầu tiên năm 1916.